# ونسا پونسه
ونسا پونسه (به انگلیسی: Vanessa Ponce) (زاده ۷ مارس ۱۹۹۲) مدل و ملکه زیبایی اهل مکزیک است.
او به نمایندگی از مکزیک در مسابقات دوشیزه دنیا در سال ۲۰۱۸ شرکت کرد و برنده شد.